# Альбігойські війни
Альбіго́йські ві́йни — війни північнофранцузьких лицарів, а пізніше і французького короля проти альбігойців Лангедоку наприкінці XII — на початку XIII століть. Призвели до викорінення «альбігойської єресі» та остаточного підкорення регіону французькій короні. Багато істориків вважають, що вбивство альбігойців слід розглядати як геноцид по відношенню до них. З цим був згоден зокрема Рафал Лемкін, фундатор дослідження цього поняття, який ввів цей термін.

## Передумови
Римська католицька церква завжди конфліктувала з різного роду релігійними рухами. У XII столітті ці групи об'єдналися в невеликі громади навколо нелояльних по відношенню до римського папи проповідників або в маленькі секти. Катари виникли в результаті руху реформ у храмах богомильців Далмації та Болгарії, які закликали до повернення до християнської досконалості, бідності та проповідування у поєднанні з голодним способом життя. Їхнє богослов'я було в основному дуалістичним. Деякі їхні практики, особливо їх віра у зловісний фізичний світ, суперечили вченням про Христа та таїнствам, ініціювали звинувачення в гностицизмі і принесли їм переслідування католицькою церквою. Катари вважали також, що земне життя є «творінням сатани». Вони стали відомі як альбігойці, тому що в місті Альбі та його околицях (Лангедок) у XII—XIII століттях скупчилося багато катарів. Вони являли собою досить згуртований релігійний рух такого роду, який церква засуджувала вже дев'ятсот років ще з часів аріанства. У період з 1022 по 1163 рік альбігойців засудили вісім місцевих церковних рад, останнє з цих засуджень відбулося в Турі і наголошувало, що всіх альбігойців слід забрати у в'язницю, а їхнє майно буде конфісковано.

## Хід хрестового походу

### Боротьба з катаризмом

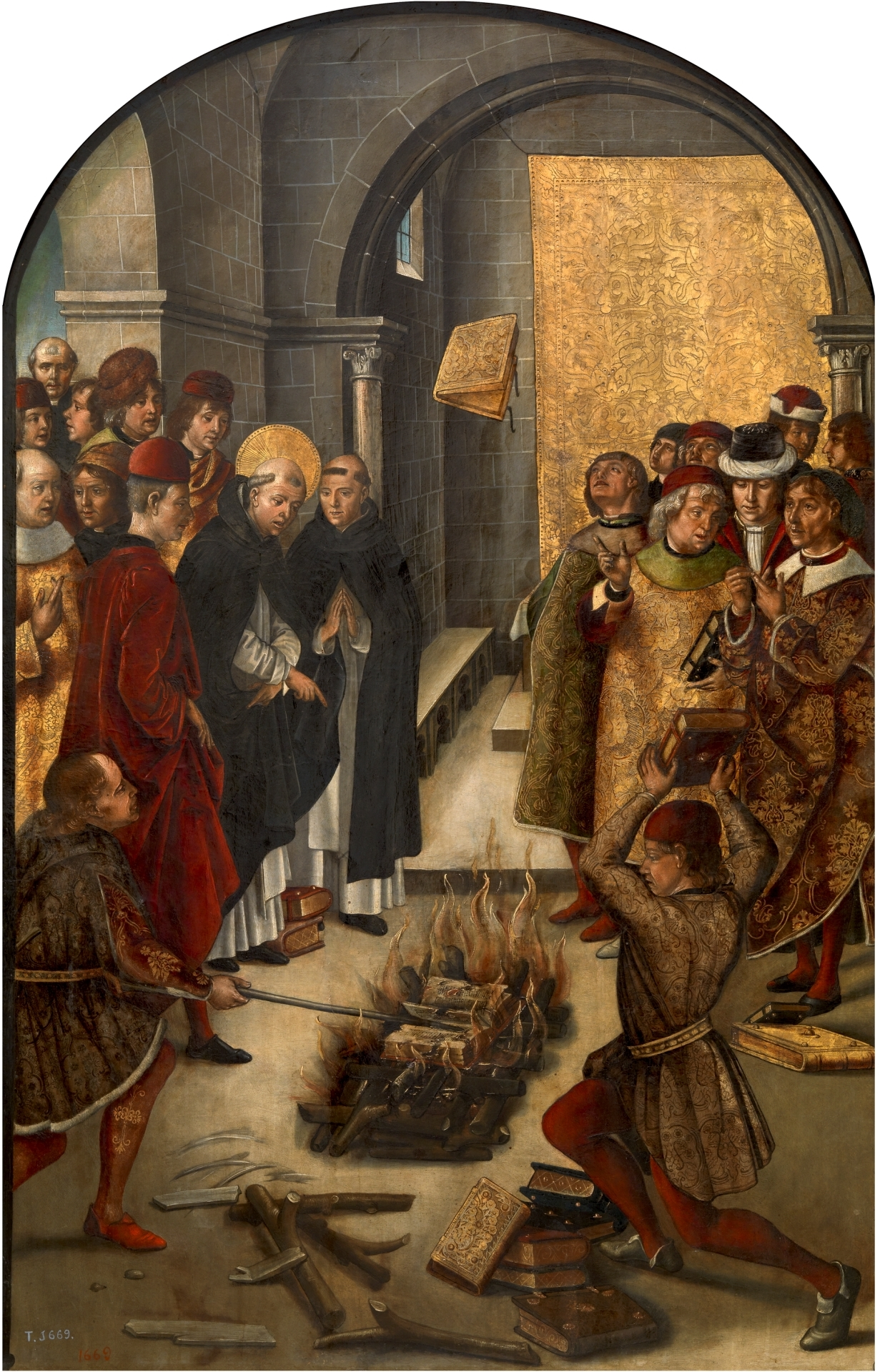
«Диво Fanjeaux», автор Педро Берругете.

Катаризм з'явився в Лангедоці протягом і там було створено шість катарських єпископств.
Всупереч доктрині католицизму, катари вважають, що існують два вищі принципи, добро (Бог) і зло (Сатана). Створення світу, недосконале, є злом, і катари повинні втекти зі своєї плотської в'язниці, щоб повернутися до Бога. Для цього вони виступають за життя в бідності та самозречення для досягнення духовної досконалості.
Для катара, оскільки Бог відсутній у цьому світі, Добро змішується з духовним, а матеріальний світ розглядається як зло. Катар не тільки не повинен брати участь у цьому матеріальному світі, народжуючи дітей, що означало б ув'язнення душі в тілі, створеному злим принципом, але тіло та сексуальне задоволення також погані: сексуальність є нечистотою. Деякі катари призначені для релігійного стану і після висвячення ведуть аскетичне життя і їх називають досконалими (або досконалими). Катари також відкидають усі католицькі таїнства і визнають лише одне таїнство, втішення, яке приносить спасіння тому, хто його приймає, але зобов'язує його дотримуватися цього життя в аскетизмі.
Ця ситуація викликає занепокоєння Церкви. Ще 1119 Папа Калікст II засудив цю єресь. Щоб стримати поширення «катарської єресі», Вільгельм, єпископ Альбі, скликав раду в травні 1165 у Ломберсі тоді важливому місті в Альбігойці (прибл. Шаблон:Unit). З цієї ради архієпископів, єпископів і абатів Midi (Нарбонна, Нім, Тулуза, Агд, Кастр, Гаяк…) було винесено таке рішення: 
|  | Я, Госеллін, єпископ Лодева, за наказом єпископа Альбі та його асесорів, я вважаю, що ці нібито хороші люди є єретиками , і я засуджую секту Олів’є (катарського єпископа) та його сподвижників, тобто секту єретиків Ломберса, де б вони не були, відповідно до авторитету Священного Писання |

У 1177 граф Раймунд V Тулузький звернувся за допомогою до Абатство Сіто для боротьби з єрессю, яка продовжувала набувати поширення. Експедиція на чолі з графом і абатом Анрі де Марсіак облягає Лаваур, відомий як центр єресі. Коли місто здається, двоє сановників катарів потрапляють у полон і зрікаються своєї віри. Потім Анрі де Марсіак повернувся до свого абатства, але після його від'їзду єресь помстилася.
Коли Шаблон:Sovereign2 змінив свого батька в 1194, єресь була настільки міцною, що він нічого не міг проти них вдіяти, не спровокувавши повстання у своїх графствах. Що ще важливіше, частина правлячого класу була навернена до катаризму.. На початку свого понтифікату Папа Інокентій III був стурбований зростанням впливу церкви катарів у Лангедоку. Він послав багатьох священиків, у тому числі Домініка де Гусман і Гі де Во де Серне, проповідувати повернення до католицизму. Навернення трапляються рідко, і Домінік де Гусман має ідею створити орден проповідників, який буде створено за моделлю мандрівного проповідування Ісуса, щоб краще охопити місцеве населення. У той же час папа делегував П'єра де Кастельно дворянству Лангедоку та вищому духовенству, щоб спонукати їх вжити заходів проти катарів, але без особливого успіху. Дуже швидко П'єр де Кастельно зрозумів, що граф Раймунд VI не буде діяти, і після кількох бесід відлучив його від церкви на початку 1208 року. Незабаром після цього П'єра де Кастельно було вбито.

### Хрестовий похід баронів (1209)
Тоді Папа Іннокентій III вирішує організувати експедицію проти катарів і надає учасникам бойових дій ті самі індульгенції та прихильності, як і тим, хто воював у Святій Землі, хоча вони дуже відрізняються за духом від попередніх хрестових походів Ця експедиція отримала назву «Альбігейський хрестовий похід» або «Хрестовий похід альбігойців». проти альбігойців. З цим хрестовим походом ми є свідками еволюції поняття хрестового походу, де мова йде про боротьбу з ворогами папства. Арно Аморі (або Арно Амальрік) і Гі де Во де Серне мандрують Французьким королівством, щоб заохотити баронів взяти участь у «хрестовому поході». Папа спочатку попросив Філіппа Августа очолити цю експедицію, але останній відмовився. Це можна пояснити кількома причинами. Перший має юридичний характер: якщо король вважає, що папа може реформувати та очистити місцеве духовенство, рішення про конфіскацію ленів у лорда належить лише його сюзерену, у цьому випадку королю. Друга причина має практичний характер: він досі воює з Джоном Безземельним, королем Англії, а також із Германський імператор Шаблон:Sovereign2 і не хоче відкривати інший фронт. Він почав із заборони баронам свого королівства брати участь у цьому хрестовому поході, перш ніж передумав і дав цей дозвіл.
Евд III Бургундський, герцог Бургундії, оголошує про свої заручини, а потім Шаблон:Sovereign3, граф Невера, а також Гоше III Шатійон, графа Сен-Поля. Багато менших баронів також приєдналися до нового хрестового походу. Оскільки граф Неверський відмовився від того, щоб його суперник із Бургундії очолював хрестовий похід, Папа призначив легата Арно Аморі лідером хрестового походу. Також збирається армія, щоб викорінити єресь у Кверсі та Ажене. Армію хрестоносців, про яку йдеться, очолює граф Шаблон:Sovereign3 у компанії архієпископа Бордо · .
Хрестоносці зустрілися біля Ліона і попрямували на південь, під керівництво легата Арно Аморі. Тоді три великі феодали панували над Лангедоком: король Петро II Арагонський, також граф Барселони, Жеводана, Руссільйона, сеньйор Монпельє та сюзерен кількох інших васалів, Раймонд VI, граф Тулузи та Раймон-Роже Тренкавель, віконт Безьє, з Каркассон і Альбі. Щоб відвернути загрозу з боку своїх держав і не домовившись із Тренкавелем про спільну оборону, Раймунд VI Тулузький вніс почесну поправку 18 червня 1209 в Сен-Жилі і приєднався до хрестового походу · . з Тулузи приєднався до хрестоносців, тому не може бути атакований. Петро II Арагонський є могутнім королем, а катаризм у його державах лише слабко утвердився, тому хрестоносці вирішили не нападати на нього. Потім Арно Аморі оголошує, що фортеці Раймона-Роже Тренкавель, віконта Альбі, Безьє та Каркассон, міста, які є домом для багатьох катарів, будуть атаковані. Коли хрестовий похід досяг Монпельє, Раймонд-Роже Тренкавель з'явився й запросив інтерв'ю з легатом Арно Аморі. Він протестує проти своєї прихильності до римської віри та намагається вести переговори, але легат вимагає повної підкори, на що молодий віконт відмовляється.
Наприкінці інтерв'ю Тренкавель перевів Без'є в стан оборони та зібрав там зброю та провізію. Дійсно, хрестоносці повинні лише сорок днів служити хрестовому походу, і він може сподіватися, що в кінці цього карантину армія хрестоносців скорочується. Без'є захищався, він відправився в Каркассон, щоб зібрати армію допомоги. Укріплення Безьє досить міцні та потужні, щоб сподіватися, що місто буде чинити опір тривалий час. Але необережність кількох бітерруа змусила хрестоносців зненацька увійти до міста 22.липня.1209 та вбити кілька сотень мешканців, катарів чи католиків.

#### Облога Каркассону

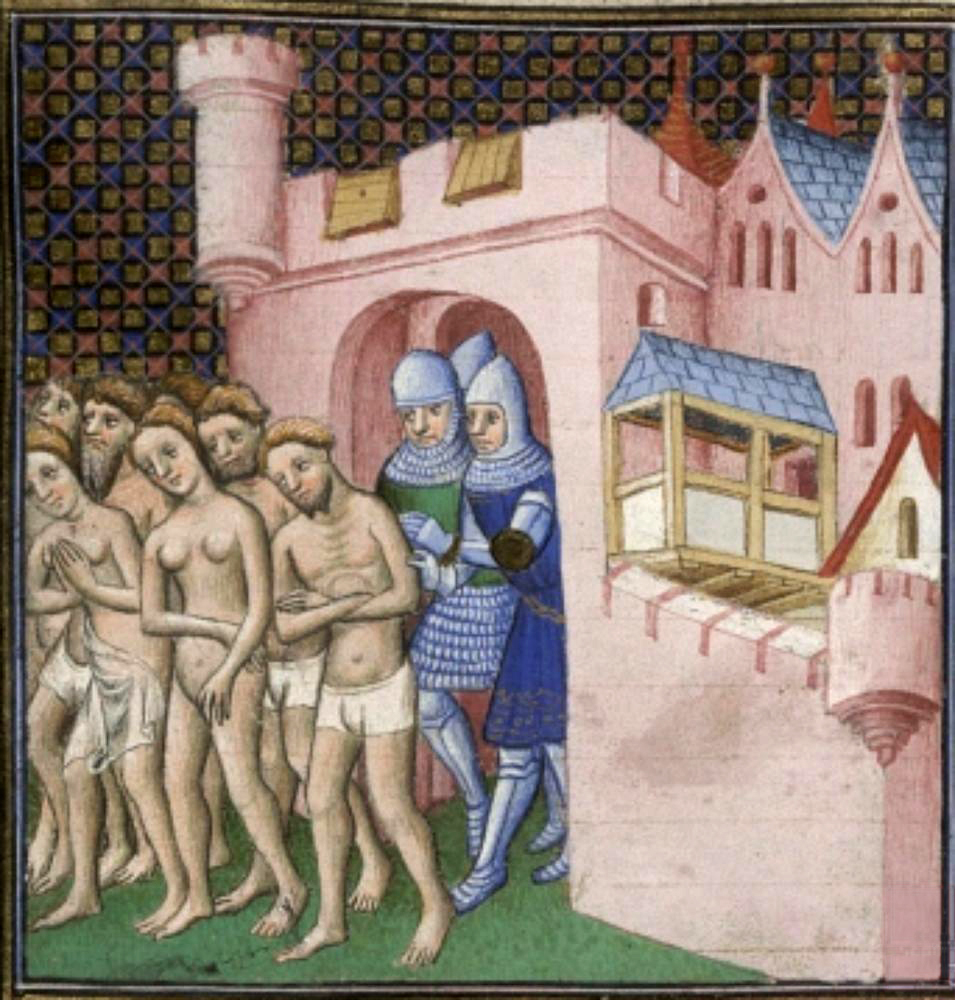
Мешканці Каркассон вигнані в 1209.

26 липня хрестоносці залишили Безьє в руїнах і попрямували до Каркассону. Після захоплення Безьє Тренкавелю не залишалося нічого іншого, як відступити в місто, чекаючи, поки закінчиться шторм. Зазвичай у місті проживає три-чотири тисячі мешканців, але більша кількість селян знайшла там притулок, рятуючись від хрестового походу. Хрестоносці прибули до стін міста 1 серпня. 3 серпня перший штурм дозволив хрестоносцям захопити північні околиці та взяти під контроль пункти водопостачання, які постачали місто. Наступного дня штурм Кастелларе було відбито, і хрестоносці взяли місто в облогу. Тренкавель навіть здійснив вилазку, вбивши солдатів у передмісті та підпаливши їх, щоб вони не могли бути використані нападником.
Саме тоді король Петро II Арагонський відправився в Каркассон. Дійсно, він є володарем кількох володінь Лангедоку, деякі з яких належать Тренкавелю, і прагне поширити свій вплив у регіоні. Поява такої армії, як армія хрестового походу, може лише турбувати його амбіції, і він пропонує себе посередником, щоб усе швидко повернулося до ладу. Бажаючи зберегти мир із Церквою, він запрошує Раймонда-Роже до переговорів із легатом, але непримиренність останнього призводить до провалу переговорів. Відсутність води та перенаселення міста, жахливі санітарні умови спонукали віконта до переговорів про капітуляцію. З іншого боку, хрестоносці хотіли уникнути ще одного грабування: їм потрібна була здобич, щоб фінансувати свою участь, і вони повинні були призначити нового віконта замість Тренкавеля; і цей віконт повинен мати ресурси, щоб продовжувати боротьбу з катарами. 15 серпня укладається угода: Каркассон капітулює, життя його мешканців і лицарів гарантовано, яким доведеться залишити місто лише в одязі, і Тренкавель доставлений як заручник. Невдовзі він помер у в'язниці в місті Каркассон у віці 24 років.

### Завоювання Лангедоку (1209—1213)
У минулому вже було організовано кілька експедицій проти катарів. Але як тільки солдати пішли, єресь знову почалася з помстою. Щоб запобігти цьому повторенню й остаточно покласти край катаризму, папський легат бажає довірити віконтство Тренкавель хрестоносцям із завданням продовжувати боротьбу з єрессю.
Оскільки це дозволяє йому розширити свої володіння, Раймунд VI Тулузький пропонує, але його каяття надто недавно і здається підозрілим Арно Аморі, який відмовляється. Потім їх запропонували Ерве IV де Донзі, графу Неверському, який, незважаючи на амбітність, відмовився, сказавши, що має достатньо землі і хоче повернутися назад . Так само герцог Бургундський, потім граф Сен-Поль відмовився від цієї честі. Таким чином, три найважливіші барони хрестового походу відмовилися, тому Арно Аморі очолив комісію, що складалася з двох єпископів і чотирьох баронів, яка зупинилася на Симоні IV де Монфорі. Останній спочатку відмовився, але наполягання його друга П'єр де Во де Серне та Арно Аморі зрештою змусили його переглянути своє рішення. Він погоджується за умови, що всі присутні барони поклянуться прийти й допомогти йому, якщо він опиниться в небезпеці.

#### Завоювання Разеса
Перші труднощі у нового віконта виникли з закінченням сорокових років, що сталося незабаром після капітуляції Каркассона. Саймон просить герцога Бургундського і графа Неверського залишитися ще трохи. Герцог Бургундський погоджується з дружби, тоді як граф Неверський відмовляється і залишає Лангедок. Раймунд VI Тулузький також взяв кілька замків, але більше, щоб завершити свої володіння, і повернувся до свого графства. Разом із герцогом Бургундським Симон зайняв Фаньє, а потім оселився в Альзонне, позицію, яка вважалася досить центральною.
Він прийняв делегацію з міста Кастр, поїхав туди і прийняв шану від його жителів. Потім він спробував взяти замки Ластоура, але був змушений припинити облогу після відходу герцога Бургундського. Тоді він може розраховувати лише на тридцять лицарів і загін із п'ятисот солдатів. На прохання абата Сен-Антоніна з Пам'єра він взяв Мірпуа, який віддав своєму швагру Гай з Левіса, руйнує дім перфектів, заснований у Пам'є сестрою графа Фуа і захоплює Саверден. Потім він повертається до своїх держав і отримує шану від жителів Альбі. Потім він зайняв Прейксан і отримав шану від кількох місцевих лордів ·  .
Вкладений церквою у свої нові володіння, Саймон повинен отримати це підтвердження від сюзерена віконтств, короля Педро II Арагонського. Він зустрічає його в Нарбонні, але через два тижні король так і не вирішив визнати його своїм васалом. Саме в цей час, 10.листопада.1209, Раймонд-Роже Тренкавель і вороги Монфора поширили чутки про те, що його вбили. Потім країна повстала, його двоюрідний брат Бушар де Марлі потрапив у засідку, влаштовану лордом П'єром Роже де Кабаре, і кілька його замків були обложені · .
Жіро де Пеп'є, один із лордів, які щойно принесли присягу в Монфорі, взяв в облогу та інвестував замок Пюіссерг'є. Захисники, двоє лицарів і п'ятдесят сержантів, здалися всупереч обіцянці врятувати свої життя. Коли Монфор наближається до замку, Жіро наказує стратити сержантів і тікає до Мінерв, забираючи двох лицарів, яких він звільняє після того, як виколов їм очі та відрізає вуха та носи. Інші замки захопили лангедокці, а їхні гарнізони вбили · . Сімон де Монфор може розраховувати лише на кілька міст, як-от Альбі, який залишився вірним хрестовому походу під керівництвом свого єпископа Гільема Пейра, який скористався цим, щоб збільшити автономію міста по відношенню до Тренкавеля . Він повинен підготуватися до повного завоювання країни. Він починає захоплювати Брама поблизу Альзонна і демонструє жорстокість, рівну жорстокості Жіро де Пеп'є: лордів, які порушили свою клятву вірності, тягнуть за собою в черзі. "один кінь і повішений, а інших осліпили й розрізали носи ·  . Через п'ятнадцять днів він взяв замок Мірамонт, поблизу Каркассона. Розуміючи, що Монфора нелегко витіснити з Лангедоку, король Арагону зв'язався з графом Фуа, але два втручання Симона де Монфора зірвали переговори в Пам'є. Мінерва. На початку червня 1210 року нарбонці прийшли до Симона де Монфора і запропонували йому свою допомогу проти міста Мінерв. Саймон скористався нагодою, щоб обложити місто, де багато досконалих і катарів знайшли притулок. Він почав з того, що мав величезний кам'яний кар'єр, «Мальвуазин», який знищив критий шлях, що дозволило обложеним отримати запаси води. Місто капітулювало 22 липня, лорд отримав життя мешканців, солдатів і катарів, які погодилися зректися своєї віри. Сто сорок досконалих відмовилися це зробити, були засуджені на вогнище та спалені · . Вражений ефективністю облоги Мінерви, Монреаль здається без бою. Підбадьорений цими успіхами, Саймон напав на замок Термес, який він взяв після облоги протягом чотирьох місяців · .
На початку січня 1211 року король Арагону Петро II організував конференцію з метою укладення мирних переговорів між Арно-Аморі, Симоном де Монфором, Раймондом Тулузським, який слабо воював з катарами, і Раймондом-Роже де Фуа, який проявляв відвертість. ворожість до хрестового походу. Граф де Фуа відмовляється їхати туди, але король демонструє добру волю, оголосивши, що він відправить солдат до Фуа, щоб заспокоїти графа. Симон, виявляючи впертість, через кілька днів домігся затвердження королем володіння його віконтствами. Конференція відновлюється в Монпельє, і легати вимагають, щоб Раймонд Тулузький демілітаризував свої держави. Раймонд відмовляється, його негайно відлучають від церкви, але він відкликає своїх васалів і збирає армію ·  .
Саймон не може зреагувати миттєво, тому що він повинен спочатку заспокоїти і контролювати свої стани. Прибуття батальйону хрестоносців дозволило йому взяти в облогу замки Ластоура. Лорд П'єр-Роже де Кабаре передає замки Саймону одночасно зі звільненням Бушара де Марлі. Саме тоді лорд, який уже присягнув на вірність Сімону, Еймері Монреальський, підбадьорений реакцією графа Тулузи, повстав і сховався в Лаваур. Симон прибуває до підніжжя цитаделі, де до нього приєднується загін із п'яти тисяч бійців під наказом Фулка, єпископа Тулузи, який 'оперечує граф. Останній не зволікав з наступом зі своїм військом, але після розмови відмовився від очищення міста від обложених. Загін німецьких хрестоносців, що прямував до Лавора, був знищений у Монтжі Раймон-Роже де Фуа і Жіро де Пеп'є. 3 травня 1211, після півтора місяців облоги та інтенсивні бомбардування, міна дає можливість відкрити пролом у валах. Штурм, розпочатий відразу після цього, дозволив Саймону взяти під контроль це місце. Еймері Монреальського та його лицарів вішають за зраду вірності. Dame Guiraude, сестра Еймері, була закидана камінням на дні колодязя і від трьохсот до чотирьохсот захоплених осіб були спалені заживо · .
Тоді Саймон завершив завоювання своїх віконтств і почав розглядати можливість нападу на графство Тулуза.

#### Війна проти Тулузи
Відлучення Раймонда Тулузького від церкви давало дозвіл кожному, хто бажає заволодіти його майном. Це надзвичайно суворе правило рідко застосовувалося протягом всієї історії, тому що Папа завжди сподівається на покаяння особи, підданої цьому покаранню. У даному випадку легати знали, що можуть розраховувати на досить рішучу людину, Симона де Монфора, і на постійне прибуття хрестоносців, щоб довести їх до кінця.
Сімон починає з захоплення Кастельноударі, потім займає Альбігуа. 5 червня 1211 він домігся відмови Раймонда II Тренкавеля від володінь свого батька. Потім він з'являється із загоном хрестоносців, очолюваних [[Тіебо I з Бара|Тіебо Шаблон:I з Бара]], перед Монтодраном на 15 червня, розбиває військо, яке намагається перекрити дорогу до Тулузи, і облягає місто. Він чинить опір, і Саймон, розуміючи, що він надто добре захищений, щоб взяти його штурмом, піднімає облогу, щоб спустошити Фуаське графство. Це для нього, щоб послабити її та взяти реванш за поразку в Монгей. Він повертається в Каркассон і дізнається, що Раймунд Тулузький завершив підготовку і готується до наступу. Саймон переїжджає до Кастельнодарі, щоб перекрити йому шлях. Він просить про допомогу, але більшість міст Лангедоку, чекаючи, хто стане переможцем, зволікають. Бушар де Марлі прибуває з невеликим військом і конвоєм припасів. На нього напав граф де Фуа, але гонщики останнього швидко вважали за краще пограбувати конвой, аніж продовжувати бій, і вихід з Монфора розбив війська графа де Фуа.
Граф Тулузи знімає облогу, але Симон не може скористатися своїм успіхом, оскільки деякі місцевості тим часом повстали. Щоб допомогти йому, Папа звільнив єпископів, яких вважав занадто пов'язаними з катаризмом, таких як Беренгер Барселонський, архієпископ Нарбонни, замінений Арно-Аморі, і Бернар Роже де Рокфор, єпископ Каркассона, замінений Гі де Во де Серне · .
Масовий прихід хрестоносців дозволив йому вторгнутися на північ Альбігойю навесні 1212 року, а потім в Агенайс протягом літа. Він подбав про взяття Муассака, а потім відправився в Пам'є, щоб підтримати свого абата, на якого напав граф Фуа. Потім він зайняв Мюре, завершивши оточення Тулузи, тоді як один із його союзників зайняв Коммінж, таким чином нейтралізувавши графа Коммінжів .
битва при Мюре згідно з освітленням Шаблон:S- (Grandes Chroniques de France, BNF, Ms French 2813, арк. 252v.).
Довівши графа Тулузи до безсилля, Монфор скористався періодом відносного миру, щоб викликати лордів своїх володінь до Пам'є та наказати їм скласти статут Пам'є, хартію, яка описує військову організацію, цивільну та релігійних своїх держав. Тим часом Раймонд VI домовився про союз з Петром II Арагонським, увінчаним престижем, наданим йому перемогою над мусульманами в Лас Навас де Толоса, і просить свою справу перед папою Інокентієм III. Він скликав раду для розгляду справи графа Тулузи, де король Арагону в основному заступався за справу графів Тулузи, Фуа та Коммінга. Папа ухвалює рішення про закінчення війни проти єретиків (15 січня 1213 р.) · .
Король Арагону офіційно бере трьох графів під свій захист і готує нову війну. Він перетнув Піренеї, об'єднав сили з трьома графами й обложив Мюре. Симон мчить на чолі армії, і Лангедокська Антанта зазнає нищівної поразки 12 вересня 1213. У битві загинув Петро II Арагонський, його син потрапив у полон до хрестоносців, а тулузьке ополчення було вбито. Симон де Монфор, вигравши битву при Мюре, стане прелюдією до панування Франції над Окситанією і завершить експансію корони Арагону Північ.
Шаблон:Детальна стаття
Наслідки битви при Мюре були важливими, оскільки Фуа, Нарбонна, Коммінж потрапили до рук Сімона де Монфора. Він також почав займати провансальські володіння графа Тулузи. Але Раймонд домовляється про альянс з Англією, а Саймону все ще доводиться витрачати час на заспокоєння своїх володінь · .

### Мир і Латеранська рада (1214—1215)
Церква приймає рішення про тимчасовий мир у квітні 1214, який приймають лангедокці, очікуючи на раду, яка вирішить долю Раймонда Тулузького. Дійсно, Жан без Терре, окупований кампанією проти Франції, ще не може прийти і підтримати своїх нових союзників у Лангедоку. Його поразка у ла-Рош-о-Муані 2 липня 1214 року та поразка його союзників у Бувіні 27 липня остаточно кладе хрест на сподіваннях Раймонда VI.
Регіональна рада збирається в Монпельє в січні 1215 і приписує землі Раймонда Тулузького Симону де Монфору, потім розуміє, що він не має такої влади, і посилається на папу. Останній змінює висновки ради і приписує маркізат Провансу Гійому де Бо, герцогство Нарбонне — Арно Аморі, а решту — Симону де Монфору (4 лютого 1215 р.). Невдовзі після цього кронпринц Людовик здійснив поїздку на південь Франції, щоб підтвердити там присутність Капетингів і врегулювати першу суперечку між Симоном де Монфором і Арно Аморі щодо володіння Нарбонною. Місто Тулуза підкоряється, принц Луї та Симон де Монфор вступають, розібравши укріплення.
Латеранський собор триває з 11 листопада до 30 листопада 1215 і стосується всього християнства, а особливо Святої Землі, віри (і, отже, єресей) і реформ. На останній сесії розглядається доля Раймонда Тулузького. Після собору Папа вирішив 15 грудня 1215 року остаточно присудити маркізат Провансу Раймонду VII Тулузькому, синові Раймонда VI, і графство Тулуза, віконтства Каркассон і Безьє та герцогство Нарбонн Симону IV де Монфору. Легат Арно Аморі, архієпископ Нарбоннського, відмовляє йому у володінні Нарбоннським герцогством, і Симон повинен втрутитися та підкоритися йому, незважаючи на погрози легата відлученням. Потім він відправився до Тулузи, де отримав шану від жителів 7 березня 1216. Контролюючи країну, він потім поїхав до Іль-де-Франс, якого не бачив сім років, щоб віддати шану королю Філіппу Августу за його нові володіння (10 квітня 1216).

### Лангедокське повстання (1216—1223)
Раймонд VI, біженець у Генуї, і його син Раймонд VII подорожують через Прованс, збирають армію прихильників, до якої приєднаються лицарі файдіти. Раймонд VII починає з того, що претендує на Бокер. Охорона цього міста була довірена архієпископами Арля графам Тулузи, але архієпископ забрав його назад у 1214 році та віддав Сімону де Монфору, який поставив гарнізон під командуванням Ламбер де Ліму. Рішення папи Інокентія III від 15 грудня 1215 року не згадує це місто, тому не вказує, кому воно було приписано. Стратегічно важливий, Бокер охороняв французький берег Рони, навпроти Тараскона, імперського міста. Раймонд VII увійшов до міста в травні 1216, схвалений населенням. Ламбер де Ліму намагається протистояти прибуттю Раймона, але змушений відступити перед обличчям натовпу та сховатися в замку, швидко обложеному жителями міста. Як тільки він дізнається про цю новину, Гі де Монфор йде на Бокер, граф Раймунд VII відмовляється від конфронтації на рівнині, і Гі повинен обложити місто. Саймон дізнається новини, поки він ще в Парижі. Він негайно відправився в Бокер, куди дістався 6 червня. У липні було відбито два штурми. 15 серпня була зроблена спроба третього штурму, і вони закріпилися на стінах, але захисники підняли населення, і Саймону довелося здатися. Тим часом у гарнізону Ламбера де Ліму починає закінчуватися їжа, і Саймон повинен домовитися про припинення облоги в обмін на життя свого гарнізону (24 серпня 1216).
Повідомлення Саймона про цю невдачу сіє хвилювання в Лангедоку. Він повертається форсованим маршем до Тулузи, побоюючись повстання, яке спалахує, коли він наближається до міста і вимагає з міста заручників. Місто взято, але Саймон вимагає відшкодування за війну, щоб опинитися з містом, яке його ненавидить і готове повстати · .
Скориставшись затишшям, Симон одружив свого другого сина Гі з графинею Петроніль де Бігор. Цей шлюб зміцнює його вплив у регіоні та віддаляє Бігорра від прихильників графа Тулузи. Потім він втрутився в графство Фуа, але дізнався, що Раймунд VII приєднався до кількох міст Лангедоку та графа Валентинуа, з якими він воював протягом літа 1217 року. Під час цієї кампанії Монфор дізнався, що Раймунд VI повернувся до Тулузи 13 вересня 1217, що місто повстало та підняло стіни. Гай, вперше попереджений, починає облогу 22 вересня. Облога затягувалася й 25 червня 1218 р. Саймон отримав удар кинутим каменем у голову й помер.

Взяття Марманда принцом Людовиком у 1219 році.
Гільем де Тудель, «Пісня Альбігойського хрестового походу», початок століття, BnF, відділ рукописів, ms. Французька 25425,.

Аморі VI де Монфор, наступник свого батька на чолі армії хрестоносців. 25 липня він зняв облогу й відійшов до Каркассона. Незважаючи на те, що Аморі не бракувало сміливості, він не мав майстерності свого батька, і він не зміг перешкодити більшості баронів Лангедоку приєднатися до графів Тулузи та повернути володіння хрестоносців.
Зіткнувшись із ситуацією повстання, папа Гонорій III знову почав проповідувати новий хрестовий похід на початку 1218 року. Король Філіпп Август вирішив послати свого сина Людовика втрутитися в Лангедок. Філіп діяв більше з метою нав'язати королівський арбітраж на півдні, ніж через релігійний запал чи щоб підтримати васала, який потрапив у скруту. Принц Луї пішов до Лангедока на чолі армії та приєднався до Аморі VI де Монфора, який обложив Марманд (2 червня 1219 року . Місто захоплено, а його населення вбито. Потім хрестоносці рушили на Тулузу, куди вони дійшли 17 червня. Після півторамісячної невдалої облоги облогу було припинено 1 серпня, і Принц Луї повертається на північ. Решту року Реймонд і Аморі мандрували країною, намагаючись завоювати прихильників. З липня 1220 до лютого 1221 Аморі безуспішно обложив Кастельнодарі. 2 серпня 1222 року Раймунд VII став наступником свого батька і спробував присягнути на вірність королю, який відповів, що визнає його, лише якщо церква розплатиться. Раймонд починає кроки в цьому напрямку, тоді як Роже-Бернар де Фуа продовжує боротьбу, відновлюючи Фанжо, Ліму, П'єсс (1222), потім Мірпуа (червень 1223).

### Королівська інтервенція (1226—1229)
Мир повернувся до Лангедоку з перемогою Раймунда VII. Рада готується зібратися в Парижі для обговорення політичних і релігійних умов миру. Але король Філіп, хворий, помер листопада 14 липня.
Посланці папи, знаючи, що новий король більш готовий очолити хрестовий похід, ніж його батько, відмовилися від мирної ради та закликали його відновити боротьбу. Бланка Кастільська, дружина Людовика VIII також переконала свого чоловіка втрутитися. Аморі, у якого залишилися лише Каркассон, Мінерва та Пенн-д'Ажене, повернувся до Іль-де-Франс 14 січня 1224 р. Зруйнований і не більше не спроможний платити за армію, у лютому 1224 він відмовився від усіх своїх прав на Лангедок королю Франції.
У лютому 1224 року король попросив папу про гарантії (архієпископи Бурж, Реймс і Сенс мають бути духовними лідерами хрестового походу і має повну владу відлучити від церкви та скасувати інтердикт; десятирічне перемир'я з Англією; фінансовий внесок, наданий Церквою хрестоносцям…), які показують більше дії короля Франції, ніж відданого . Тим часом 3 червня 1224, графи Тулузи та Фуа та віконт Тренкавель беруть участь у конференції єпископів, щоб очистити їхні територій єресі та повернути пограбоване майно духовенству за умови анулювання всіх актів про передачу Монфорів. 25 серпня Папа приймає умови потрійної присяги. Але король Людовик, не бажаючи відмовлятися від анексії півдня, відправив Гі де Монфора з посольством до Папи, щоб змусити його скасувати свої рішення. Рада зібралася в Бурже 29 листопада 1225, щоб розглянути питання катарів і графа Раймона VII, не задовольнивши всі вимог папи був знову відлучений 28 січня 1226 року.

### Облога Авіньона і смерть Людовіка VIII
30 січня 1226 року король Людовик VIII взяв хрест проти катарів. Його армія, в якій з'являється граф Тома I Савойський, прибуває до Ліона 28 травня. Він слідує за течією Рони і отримує подання від різних провансальських і лангедокських міст, які надсилають свою делегацію задовго до того, як армія наблизиться до міст. 6 червня армія постала перед Авіньйоном, але жителі, побоюючись жорстокого поводження з боку солдатів, відмовили їй у вході. 10 червня починає облогу. На 8 серпня була зроблена спроба загального штурму, але була відбита. Через брак їжі місто капітулювало 9 вересня. Тібо IV, Граф Шампані залишає господарство, завершивши свій карантин, на превелике незадоволення короля.
Людовик VIII отримує покору графа Коммінга, позбавляючи Раймона VII свого єдиного союзника, і анексує графство Тренкавель. Попереджені про наближення королівської армії, містяни Каркассона підняли повстання проти Тренкавеля, який закріпився в місті, і змусили його відступити до Ліму разом з Роже-Бернаром де Фуа. Звідти обидва союзники організували опір. Тепер король контролює країну та переселяє супутників Симона де Монфора в їхні колишні володіння. Він призначив Гумберта V, батько де Боже губернатором віконтств. Йому не вдалося взяти Тулузу, і він знову виїхав через Овернь. Прибувши до Монпансьє,29 жовтня 1226 року він захворів, ліг у ліжко й помер там 8 листопада.
Раймонд VII і його союзники скористалися наступною зимою, щоб відновити свої позиції. Гумберт має скорочену армію з п'ятисот лицарів, щоб протистояти йому, але він наділений королівською владою і не підпорядковується, як Симон і Аморі де Монфор, директивам Церкви. Єресь також знову завоювала землю, і архієпископ Нарбонни скликав провінційну раду, яка відновила відлучення графів Тулузи, Фуа та Тренкавеля. Влітку Гумберт де Боже отримав підкріплення й обложив Лабесед, який захищали Олів'є де Терм і Понс де Вільньов. Замок взято, а перфекти, які знайшли там притулок, спалені.
Він захоплює інші замки, але Раймонд VII займає інші, так що баланс підтримується. Влітку 1228 Гумберт напав на місто Тулуза, але не зміг взяти місто, яке було надто добре захищене, і спустошував околиці протягом трьох місяців без втручання графа Раймона VII. У листопаді Олів'є де Терм і Понс де Вільньов, двоє найстрашніших фейдитів, зробили свою покору.
Папа Гонорій III помер 18 березня 1227, а його наступник Григорій IX, знає проблеми регентки Бланки Кастільської, які стикаються з непокірними великими лордами, і знає, що вона навряд чи могла б втрутитися в Лангедок. Він також перебуває у конфлікті з імператором Шаблон:Sovereign2, і вирішення альбігойського питання дозволить йому присвятити себе цій іншій боротьбі. Він посилає свого римського легата де Сент-Анжа до Парижа для укладання миру. Нарешті угода набула форми, у березні 1229 року в Мо було скликано конференцію, а Паризький договір було підписано 12 квітня 1229. Раймонд Тулузький здійснює покаяння перед Собором Паризької Богоматері, він підтверджується графом Тулузи, але Жанна, його єдина дочка вступає в шлюб з Альфонсом, братом короля. 16 червня, граф Тулузи погоджується підкоритися та підписує капітуляцію . Папа відправляє суди інквізиції в Лангедок для боротьби з катарами.

### Кінець незалежності графства Тулуза (1233—1255)
Тулузьке графство лише слабко підтримує боротьбу з єрессю. Крім того, небагато лангедокців погоджуються викривати єретиків в обмін на винагороду. У 1233 році папа відзначив неефективність боротьби і зрозумів, що єпископи не можуть одночасно боротися з єрессю, здійснювати своє служіння і керувати своєю єпархією. 20 квітня 1233 року він створив Інквізицію, таким чином звільнивши це завдання від світське духовенство. Він довірив цю інституцію домініканцям, які незабаром навели жах на південні єпархії, не вагаючись спалювати катарів, заохочуючи доноси, навіть доходячи до того, що викопували мертвих, підозрюваних у єресі, щоб поставити їхні трупи на вогні
Влітку 1240 лангедокці, вичерпані силами, підняли повстання. З Корб'єра виникає армія. Його лідер Раймонд Тренкавель на чолі файдитів Разес, Каркассонне та Фенуїлдес, за підтримки корпусу арагонської піхоти, намагається повернути свої колишні володіння у короля Франції. Скориставшись ефектом несподіванки, він атакує Каркассон, але замість того, щоб безпосередньо атакувати місто, віконт вважає за краще заволодіти Разес. Таким чином, сенешаль Каркассона Гійом де Орм встигає зміцнити свою оборону. Облога міста Раймондом була невдалою, і він замкнувся в Монреалі. Потім графи Тулузи і Фуа з'явилися у французькому таборі і зуміли добитися почесної капітуляції для Тренкавеля, якому було дозволено приєднатися до Арагону.
Граф Тулузи тримався осторонь конфлікту, але король дорікає йому за те, що він не відповів на звернення сенешаля Лангедоку, і він повинен зробити свою подачу 12 березня 1241. Він говорить неправду, обложивши в липні 1241 замок Монсегюр, який він не бере. Щоб мати сина й таким чином запобігти поверненню Тулузи до Альфонса де Пуатьє, він відрікається своєї дружини та шукає іншу, але послідовна смерть кількох пап затримує анулювання його шлюбу.
В 1241 Альфонс де Франс отримав графство Пуатьє від свого брата Людовика IX. Дворянство Пуатьє, яке залишалося прив'язаним до Плантагенетів, і зокрема Гюго, уклало союзи з королем Англії, королем Арагону та графом Тулузи. Шаблон:Suvereign- одружується з Маргаритою де Лузіньян, донькою Шаблон:Sovereign-. Якби змова була добре скоординована, вона могла б вдатися, але необачність Гуга де Лузіньяна виявила його передчасно, і король встиг вжити необхідних заходів: Гуги повстали раніше, ніж очікувалося, на Різдво 1241 , що дозволило королю перемогти його до того, як спалахнуло повстання в Лангедоці.
У Лангедоку відновлює свою діяльність інквізиція. Кілька лицарів, об'єднаних П'єр-Роже де Мірепуа, вбили кількох інквізиторів у місті Авіньоне-Лораге, 28 травня 1242. Оголошення про цю різанину є сигналом до повстання в Лангедоку, і багато лордів і лицарів фейдити збирають армію Шаблон:Суверена-. Останній за підтримки Тренкавеля, віконта Нарбонни Амальріка та графа Фуа захоплює Разес у 1242, потім  Мінервуа, Альбі, перед в'їздом у Нарбонну. Французи міцно тримають Каркассон і Безьє. Але загального повстання, якого очікував Шаблон:Sovereign-, не відбулося: ні герцог Бретані, ні граф Провансу, ні король Арагону не відгукнулися на його заклик.
Шаблон:Date- Шаблон:Sovereign- розбиває дворянство Пуатевен і короля Шаблон:Sovereign2 Англії в Taillebourg і йде в напрямку Лангедока. Граф Фуа першим покинув графа Тулузи на бік короля, спричинивши перехід інших союзників. Граф Тулузи змушений мати справу з королем Франції. У Шаблон:Suvereign- уклав акт підкорення Шаблон:Sovereign-, наслідуючи віконта Нарбонна.

Château de Montségur.

Тоді опір катарів зосередився на кількох піренейських замках, зокрема Монсеґюр і Quéribus. Рада Безьє в 1243 році вирішила покласти цьому край і наказала захопити Монсегюр. Гуг де Арсіс, сенешаль Каркассона, взяв замок 16 березня 1244 року після десятимісячної облоги. Повні біженці в замку відмовилися зректися своєї віри, і двісті з них були негайно спалені (лише трьом вдалося втекти з замку в ніч перед вогнищем). За словами Іва Досса, «багаття Монсеґюра» — це легенда: насправді катарів, заарештованих у Монсеґюрі, доставили до Брама, де їх допитала інквізиція, а потім спалили . З іншого боку, Мішель Рокбер поміщає вогнище в Монсегюр на «prat das cramats». Шаблон:Souverain3, володар Мірепуа, потім заволодів замком..
Близько 1295 року Peire Authié, знатний діяч з Ax, відправився в Ломбардію до катарів, потім повернувся і спробував відтворити катарську церкву в Лангедоку, але інквізиція припинила його рух у 1309 р. Інквізиція залишалася активною в цій частині королівства приблизно три чверті століття, поки катаризм не був повністю знищений.

## Перший хрестовий альбігойський похід
Третій Латеранський собор 1179 року підтвердив це засудження і оголосив перший хрестовий похід проти «єретиків». Однак цей похід зібрав мало учасників, і його сил не вистачало для проголошеної мети, тож, розграбувавши деякі райони Лангедоку, хрестоносці у 1181 році припинили війну.

## Другий альбігойський похід
Дипломатичні спроби Іннокентія ІІІ подолати альбігойство мали незначний успіх. Після вбивства його легата, П'єра де Кастельнау, в 1208 році Інокентій III оголосив другий хрестовий похід проти альбігойців. Він запропонував землі катарських єретиків будь-якому французькому шляхтичу, який хотів би взяти зброю. Таким чином у 1209—1229 стався другий альбігойський або катарський хрестовий похід, проведений північно-французькими феодалами з ініціативи папи Інокентія ІІІ. До середини 1209 р. близько 10 тисяч хрестоносців зібралися в Ліоні перед тим, як йти на південь. Велика кількість їх прийшла з Північної Франції, були й добровольці з Англії. Потім значні сили хрестоносців на чолі з бароном Симоном де Монфором вторглися в Лангедок. Хрестоносці рушили до Монпельє та земель Раймунда Роже Транкавеля, націлюючись на катарські громади навколо Альбі та Каркасона. Раймунд Роже де Фуа, племінник Транкавеля, був прихильником катарського руху. Спочатку він пообіцяв захищати місто Бес'є, але, почувши про прихід армії хрестоносців, покинув це місто і попрямував до Каркассона, щоб підготувати його оборону.
Хрестоносці тим часом захопили маленьке село Сервіан, а потім вирушили в Бес'є, прибувши туди 21 липня 1209 року. Під командуванням папського легата Арнольда Амальріка, вони почали облягати місто, закликаючи католиків вийти звідти, вимагаючи від катарів здатися. Але ані католики, ані катари цього не зробили. Місто впало наступного дня. Все населення було вбито, а саме місто спалено. Як повідомлялося, Амальрік, коли його запитали, як відрізняти катарів від католиків, відповів: «Вбивайте всіх, Господь своїх впізнає». Чи це насправді було сказано піддають сумніву, але вбито було кожного чоловіка, жінку та дитину в місті.
Амальрік та ще один з легатів у листі до Папи стверджували, що хрестоносці «поклали на меча майже 20 тисяч людей». Вважається, що ця оцінка є занадто високою, але у своєму листі легат «не висловив жалю про різанину, навіть не висловив співчуття священикам собору, які були вбиті перед власним вівтарем». Новини про цю різню швидко поширилися, потім багато поселень здавалися без бою.
Після різанини в Бес'є, наступною головною метою хрестоносців був Каркассон, місто з багатьма відомими катарами. Каркассон був добре укріпленим, але вразливим і переповнений біженцями. Хрестоносці пройшли 45 миль між Бес'є і Каркассоном за 6 днів, прибули до міста 1 серпня 1209 року. Облога тривала недовго, до 7 серпня вони перекрили водопостачання міста. Раймунд Роже де Фуа прагнув переговорів, але був узятий під варту під час перемир'я, і Каркассон здався 15 серпня. Людей не вбили, але вони були змушені покинути місто без речей та одежі. Після падіння Каркассона, інші міста катарів здалися без бою. Альбі, Кастельнодар, Кастр, Фаньйо, Ліму, Ломбери та Монреаль швидко пали восени. Наступна битва відбулася навколо Лостура, що в 12 км від Каркасона, і сусіднього замку Кабаре. Спочатку у грудні 1209 року військовий лідер альбігойців П'єр Роже де Кабаре відбив напад. Бойові дії в значній мірі зупинилися протягом зими, але коли прибули свіжі хрестоносці, у березні 1210 був захоплений після короткої облоги Брам в 20 км від Каркасона. У червні хрестоносці підійшли до укріпленого міста Мінерв.
Місто не мало особливого стратегічного значення. Рішення Симона де Монфора напасти на нього, ймовірно, було прийняте через те. що у місті було багато катарів. Не вдалося взяти місто швидким штурмом через особливості його розташування. Де Монфор розпочав важке бомбардування стін міста, і наприкінці червня головна водяна свердловина була зруйнована, а 22 липня місто здалося через брак питної води. Катарам дозволили повернутися до католицизму. Тих, хто відмовився це зробити, спалили. Деякі добровільно пішли у вогонь, не чекаючи своїх катів.
У серпні хрестоносці обклали фортецю Термез. Катари добре захищалися, хоча й страждали від браку води. Було укладене тимчасове перемир'я. Проте катари отримали воду завдяки сильному дощу. Вони спробували розірвати облогу, зробити це повністю не змогли, але зрештою 22 листопада залишили місто і втекли. Хрестоносці продовжили бойові дії в березні наступного, а П'єр-Роджер де Кабаре незабаром погодився здатися. У травні був захоплений замок Аймері де Монреаль; його хазяїн і старші лицарі були повішені, а кілька сотень катарів було спалено. Ле-Кассе легко захопили на початку червня.
Пізніше де Монфор пішов у напрямку до Монферрана, де Раймунд VI поставив на чолі гарнізону свого брата, Болдуїна. Після нетривалої облоги Болдуін підписав угоду про здачу форту в обмін на присягу не боротися знову проти хрестоносців. Потім він на короткий час повернувся до Раймунда, але швидко перейшов до хрестоносців і залишився вірним їм після цього. Після взяття Монферрана хрестоносці відправилися в Тулузу. Місто було обложене, але для військ Монфора існувала проблема відставання поставок і відсутність резервів, через що він відійшов від Тулузи. Раймунд тим часом зібрав сили для нападу на Монфора в Кастельнодуарі у вересні. Де Монфор вийшов з-під облоги, але Кастельнодуар капітулював у грудні, після цього загони альбігойців звільнили більше тридцяти гарнізонів і містечок.
Між тим становище альбігойських військ було важким. Щоб відбити натиск хрестоносців, вони звернулися до арагонського короля Педро II по допомогу. Улюбленець католицької церкви Педро II був коронований Іннокентієм III у 1204 році. Він вдало воював з маврами в Іспанії. Його сестра Елеонора вийшла заміж за Раймунда VI. Тому Педро II вступився за Раймунда VI, і його перемоги на півдні Іспанії проти маврів, а також доводи делегації, відправленої до Риму, спонукали Іннокентія III припинити хрестовий похід. 15 січня 1213 він написав листа своєму легату Амальріку та де Монфору з вимогою припинення бойових дій і наказав повернути землі, які захопили хрестоносці. Водночас Іннокентій III був стурбований тим, що де Монфор став надто потужним. Тим часом Педро II вирішив особисто прийти зі своїми військами на допомогу Тулузі. Ці дії викликали занепокоєння Іннокентія III, який засудив арагонського короля і наказав відновити хрестовий похід. 21 травня він надіслав Педро II листа, в якому суворо засудив його за те, що він нібито надавав неправдиву інформацію та попереджав, що король не робив спротиву хрестоносцям.
Вирішальну перемогу хрестоносці отримали в битві при Мюре в 1213 році. Коаліційні сили Педро II 12 вересня виступили проти військ де Монфора. Сили хрестоносців було значно більшими. Педро II та де Монфор обидва організували свої війська у три лінії. Першу з ліній хрестоносців було прорвано, але де Монфору вдалося перебити коаліційну кавалерію. Педро II був убитий. Сили коаліції, почувши про його смерть, розсіялись у сум'ятті. Це дозволило військам де Монфора зайняти північну частину Тулузи. Це був серйозний удар проти опору альбігойців, і в 1214 році ситуація погіршилася. Коли хрестоносці продовжили натиск, Раймунд VI і його син втекли до Англії. Його землі Іннокентій III передав французькому королю Філіппу II Августу заохотивши його таким чином до участі у конфлікті з альбігойцями. У листопаді 1214 де Монфор захопив Перігорд, замки Домм і Монфор, окупував Кастельнод і знищив укріплення Бейнака. У 1215 році Кастельнод був відновлений де Монфором, а хрестоносці увійшли до Тулузи. Місто виплатило відшкодування у розмірі 30000 марок. Тулуза була подарована де Монфору Четвертою Латеранською радою в 1215 році, його самого офіційно проголошено графом Тулузьким і йому надано багато захоплених земель альбігойців. Війна була дуже жорстокою і супроводжувалася масовою різаниною мирного населення. Південь Франції було спустошено, а місцеву знать у більшості винищено. Її місце зайняли хрестоносці — вихідці з північної Франції.
Але з 1216 по 1224 рік серія повстань призвела до втрати шляхтичами багатьох земель. Раймунд VI разом з сином Раймундом VII повернулися в регіон у квітні 1216 року і незабаром підняли значні сили альбігойців з незадоволених міст. Бокер був обложений у травні. Через три місяці його мешканці відчули проблеми з постачанням і домовилися з Раймундом про здачу замку в обмін на те, що їм буде дозволено безперешкодно покинути місто зі зброєю. Спроби де Монфора звільнити місто були відбиті. Іннокентій III помер раптово в липні 1216 року і керування походом перейшло до більш обережного Філіпа II Августа, який не бажав активно продовжувати хрестовий похід, тим більше, що тоді він був у стані війни проти короля Джона Англійського.
Тим часом 12 вересня 1217 року Раймунд оволодів Тулузою без бою, тоді як де Монфор був зайнятий у регіоні Фуа. Де Монфор поспішив назад, але його сили виявилися недостатніми, щоб захопити Тулузу. У відповідь на заклик папи Гонорія III відновити хрестовий похід, де Монфор поновив облогу навесні 1218 року. 25 червня цього року, намагаючись відбити вилазку захисників міста, де Монфор був убитий каменем, випущеним з метальних машин. Тулуза втрималась, а хрестоносці були змушені відійти. Легенди свідчать про те, що з метальних пристроїв стріляли жінки та дівчата Тулузи.

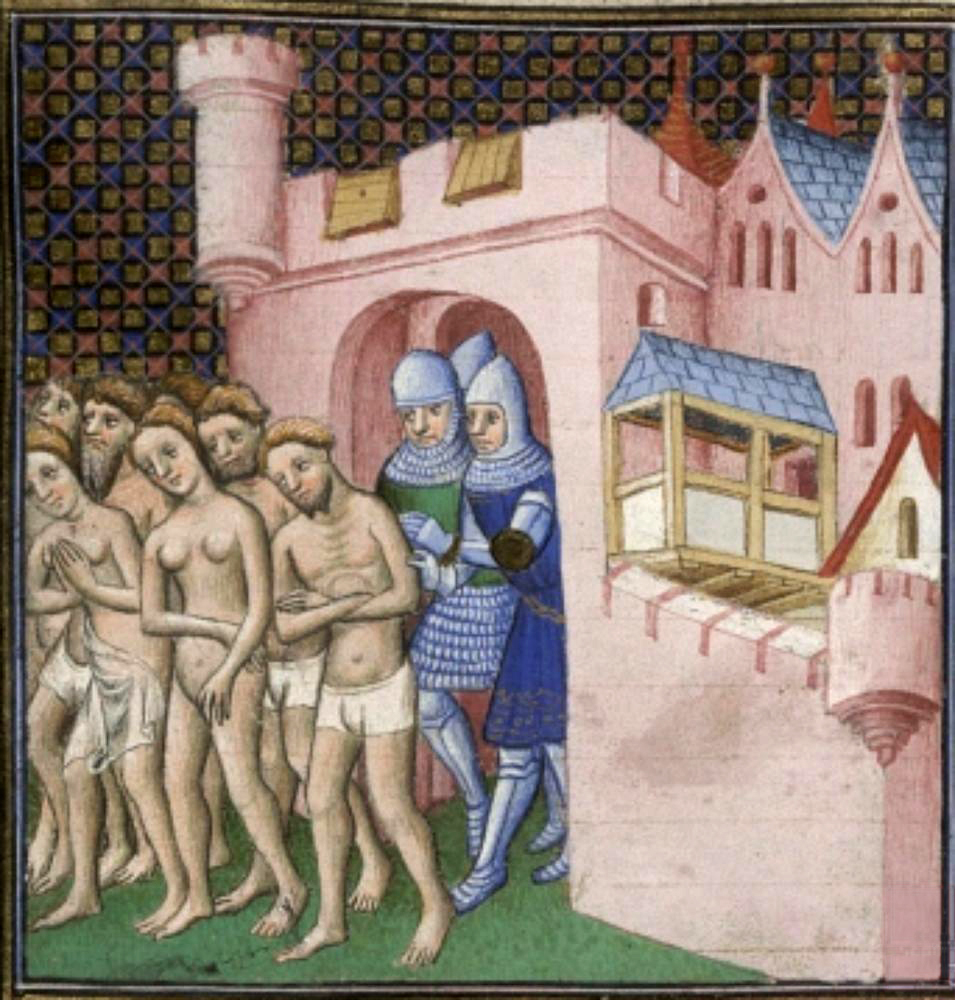
Вигнання катарів

## Королівська інтервенція
Французький король Філіп II Август відмовився командувати особисто, але погодився призначити свого сина Людовика втрутитися у війну в 1224 році для захоплення графства Тулузького. Його військо пройшло на південь, починаючи з травня, пройшовши через Пуату. У червні армія під головуванням сина Симона де Монфора, Аморі VI де Монфор, до якої приєднався принц Людовик, обложив Марманд. Місто було захоплено у червні 1219. Його мешканці, за винятком тільки командира та його лицарів, були вбиті. Після захоплення Марманда Людовик спробував зайняти Тулузу. Але після шеститижневої облоги армія зняла її та пішла додому. Гонорій III назвав це «жалюгідною невдачею». Без військ Людовика, Аморі не зміг втримати землі, яку він захопив, а альбігойці повернули більшу частину своєї землі. Кастельнод був захоплений військами під Раймунда VII. Аморі знову обложив місто з липня 1220 по березень 1221, але воно витримало восьмимісячну облогу. У 1221 році дії альбігойців були успішними: Аймері де Монреаль і Фаньйо були звільнені, через що багато католиків були змушені тікати. До 1222 р. Раймунд VII повернув усі втрачені землі. Того ж року його батько Раймунд VI помер, і Раймонд VII став на чолі альбігойського руху і військ. 14 липня 1223 року французький король Філіп II Август також помер і принц Людовик став новим королем Людовиком VIII. У 1224 році Аморі де Монфор покинув Каркассон і віддав залишки землі, що у нього залишилися, Людовику VIII.
У листопаді 1225 року Бургський Собор був скликаний для того, щоб справитися з єрессю катарів. На Соборі Раймунда VII, як і його батька, відлучено від церкви. Собор зібрав тисячу церковників, щоб легітимізувати податок, так звану «альбігойську десятину», для підтримки хрестового походу.
Людовик VIII очолив новий хрестовий похід. Його армія зібралася в Бурже в травні 1226 року. Хоча точна кількість військ невідома, це, безумовно, була найбільша військова сила, яку коли-небудь надсилали проти альбігойців. Похід почався в червні 1226 року, хрестоносці ще раз захопили міста Безезер, Каркассон, Бокер та Марсель, цього разу без опору. Проте мешканці Авіньйона, який був номінально під владою німецького імператора, чинили опір, відмовляючись відкривати ворота королівським військам. Не бажаючи штурмувати добре укріплені мури міста, Людовик VIII зчинив осаду. Штурм в серпні був відбитий. Нарешті, на початку вересня, місто здався, погодившись заплатити 6 тисяч марок і знищити стіни. Місто було окуповане 9 вересня. Жодного вбивства чи розграбування не відбулося. Людовік VIII помер у листопаді, і його заступив Людовик IX, який був ще дитям. Королева-регент Бланш з Кастилії дозволила продовжувати хрестовий похід під головуванням Умберто V де Бойє. Лабідед капітулював у 1227 році, Варель — у 1228 році. Тоді хрестоносці знову обложили Тулузу. При цьому вони систематично нищили навколишні об'єкти та ландшафт, спалюючи поля, виноградники та ферми, забивали худобу. Врешті-решт, місто було знову взяте, тому що в Раймунда VII не було вже достатньо військ.
Врешті-решт, королева Бланш запропонувала Раймунду VII підписати договір про визнання його правителем Тулузи в обмін на те, що він почне боротьбу проти катарів, поверне всю католицьку церковну власність, знищить його замки та оборонні споруди Тулузи. Крім того, Раймунд мав був одружитися з Іоанною, дочкою брата Людовика VIII, Альфонса, а їхні можливі діти як спадкоємці отримують Тулузу по смерті Раймунда, і їхня спадщина повернеться до королівських земель. Раймунд погодився і підписав Паризький договір 12 квітня 1229.
З 1243 по 12 березня 1244 року фортеця катарів Монсегюр була обложена військами сенешаля Каркассона і П'єра Аміеля, нарбоннського архієпископа і ними захоплена. 16 березня 1244 року відбулася велика бійня, в якій понад 200 катарських просвітлених спалено у величезному багатті біля підніжжя замку («поле спалених»).

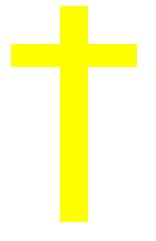
Жовтий хрест, яким помічали одяг колишніх катарів.

## Подальше переслідування катарів
Свята Інквізиція була створена папою Григорієм IX в 1234 році для знищення еретичних рухів, включаючи першочергово катарів. Діючи на півдні в Тулузі, Альбі, Каркасоні та інших містах протягом всього XIII століття і значної частини XIV, вона зуміла зруйнувати катарський рух. Покарання за слідування катарським принципам сильно варіювали. Найчастіше вони були змушені носити жовті хрести на своєму одязі, як знак покаяння. Інші мали зробити обов'язкові паломництва, які часто включали участь у бойових діях проти мусульман. Відвідування голими місцевої церкви щомісяця також було звичайним покаранням, у тому числі і для прочан, які повернулися з паломництва. Катари, які відтягували покаяння, позбавлялися волі та майна. Інші, які взагалі відмовлялися каятися, були спалені. Католицька церква знайшла ще один інструмент для боротьби з єресями створивши Орден Домініканців. Домініканці мандрували до міст та сіл, проповідуючи на користь вчення Церкви та проти єресі. У деяких випадках вони брали участь у судовому переслідуванні катарів.
Інквізитори іноді використовували катування як спосіб виявити катарів, але все-таки вдалося зловити лише відносно невелику їхню кількість. Інквізитори отримували фінансування від французької монархії аж до 1290-х років, коли французький король Філіп IV, який конфліктував з папою Боніфацієм VIII, суворо обмежив його. Проте, після відвідування південної Франції в 1303 році, він стурбувався антимонархічними настроями людей регіону, особливо в Каркасоні, і вирішив зняти обмеження, що були покладені на інквізицію.
Папа Климент V запровадив нові правила, спрямовані на захист прав обвинуваченого. Домініканський священик Бернард Гуї, який був інквізитором Тулузи з 1308 по 1323 рік, написав керівництво, де обговорювалися звичаї некатолицьких сект і методи, які слід використовувати інквізиторам у боротьбі з єресями. Велика частина цього посібника описує відомі звичаї катарів. Гуї також описав методи, які слід використовувати для допиту обвинувачених катарів. Почався останній період боротьби проти катарського руху. До 1350 року всі відомі залишки цього руху були знищені. Альбігойські хрестові походи збільшили владу французької монархії та зробили папство більш залежним від неї. Це, урешті-решт, призвело до авіньйонського полону пап упродовж 1309—1377 років.